# 아이만 하킴
아이만 하킴(아랍어: أيمن حكيم,Ayman Hakeem, 1959년 12월 24일 ~ )는 시리아 축구 국가대표팀의 감독이다. 2011년 시리아 팀의 2011 아시안 컵에서 루마니아 티타 발레리우 부산으로 코치가 되었다. 그는 시리아 U-23 축구 국가대표팀을 위해 2019년부터 감독을 해오고 있다.